# Zard Kuh
Zard Kuh, Zardkuh ou Zard-e Kuh-e Bakhtiari (en persan : زردكوه بختياري) est un massif des monts Zagros.

## Géographie

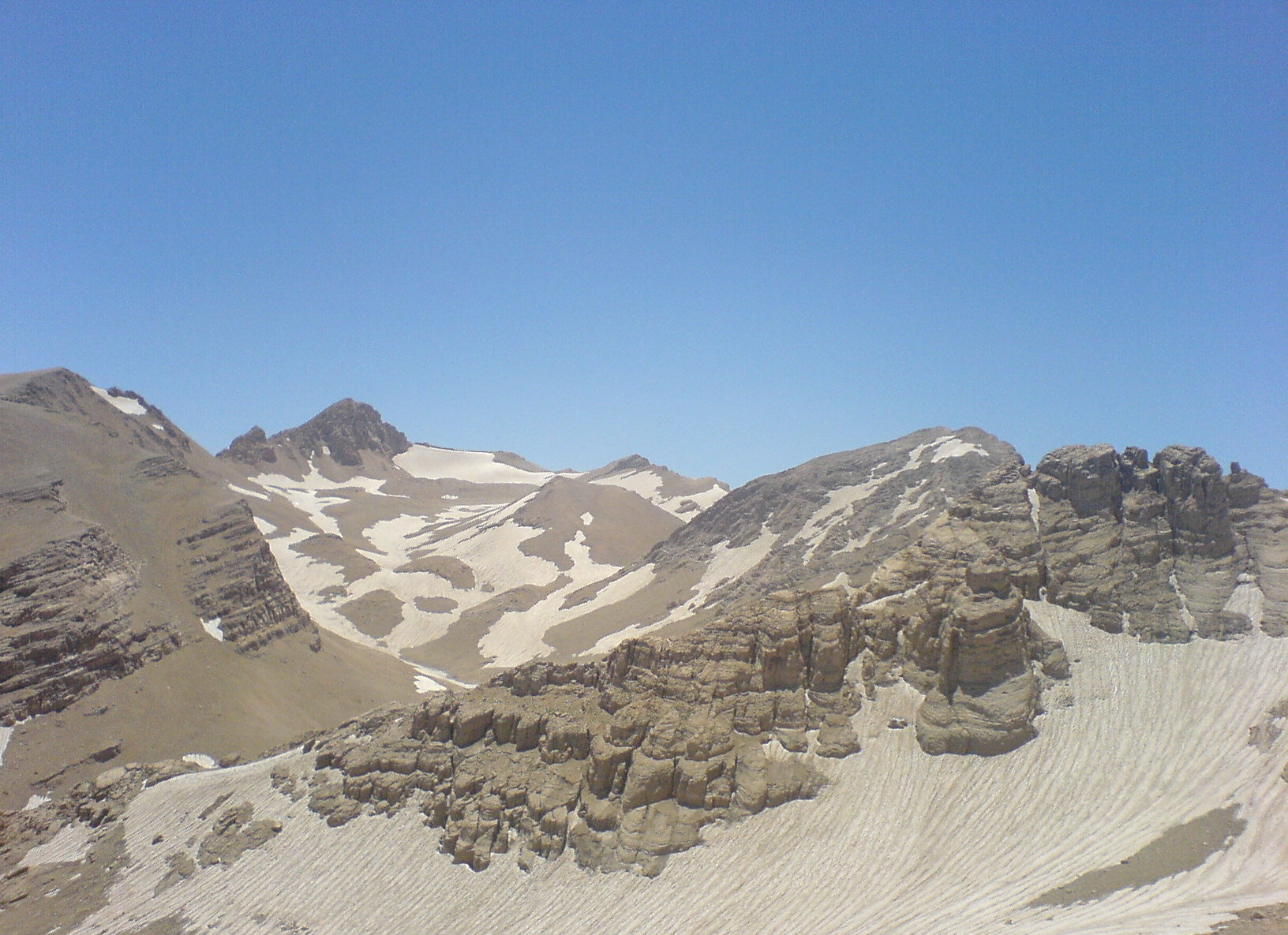
Vue du sommet Kolonchin.

Son sommet principal, Kolonchin, culmine à 4 221 m d'altitude, ce qui lui vaut d'être le deuxième massif le plus élevé des monts Zagros (après le massif de Dena) et d'être recouvert de neiges éternelles. Il s'élève dans la préfecture de Kuhrang dans la province du Tchaharmahal-et-Bakhtiari en Iran. La rivière Bazoft, affluent du fleuve Karoun, prend sa source dans le massif de Zard Kuh.

## Dans la culture
Point de passage obligé pour de nombreux nomades bakhtiaris effectuant les transhumances deux fois par an, le Zard Kuh occupe une place importante dans la culture bakhtiari et est évoqué dans de nombreux récits et chants traditionnels bakhtiari.
Le documentaire de 1925 de Merian C. Cooper Grass: A Nation's Battle for Life montre les nomades bakhtiaris traversant le mont Zard Kuh avec leur bétail.